# 流浪漢 (角色)
流浪漢（英語：The Tramp）又被稱作小流浪漢（The Little Tramp）、夏爾洛（Charlot），是世界電影仍在無聲電影時代時由英國喜劇演員查理·卓別林所扮演的電影角色，並且成為其重要象徵。
卓別林所描繪的「流浪漢」有著一撇小鬍子，頭戴黑色禮帽，手持拐杖。他像小孩子一樣笨手笨腳的，但實際上十分善良，樂天知命。流浪漢常常幫助弱者，又會以笨拙、滑稽的方式對抗權威。
「流浪漢」角色的形象最初是卓別林在1914年1月的某日偶然構想出來的。
在2003年美國電影學會「百年百大英雄與反派」的英雄名單中，《城市之光》中的流浪漢角色名列第38名。

## 模仿
2017年4月，有六百多名查理·卓別林的影迷打扮成「流浪漢」的經典造型，聚集在瑞士的卓別林故居，以紀念卓別林的128歲冥誕。

## 外部連結
- 網際網路電影資料庫上流浪漢的資料（英文）